# Brachystelma dyeri
Brachystelma dyeri là một loài thực vật có hoa trong họ La bố ma. Loài này được K.Balkwill, M.Balkwill & Cadman mô tả khoa học đầu tiên năm 1988.